# Skt. Gotthardtunnelen (jernbane)
 For alternative betydninger, se Skt. Gotthardtunnelen. (Se også artikler, som begynder med Skt. Gotthardtunnelen)
Gotthardtunnelen er 15,0 kilometer lang jernbanetunnel, der forbinder det tysktalende Schweiz nord for Alperne med det italiensktalende Schweiz syd for, og dermed også Tyskland og Italien.
Tunnelen og de tilhørende jernbaneanlæg blev bygget som et jernbanealternativ til Skt. Gotthard-passet og indviet i 1882, efter en planlægnings- og byggeperiode på ca. 10 år. Ved åbningen af tunnelen var den verdens længste tunnel. Byggeriet varede fra september 1872 til maj 1882. Fra 1882 til Simplontunnelen åbnede i 1906 var Skt. Gotthard verdens togtunnel.
Byggeprocessen var baseret på teknik og erfaringer fra Frejustunnelen afsluttet kort før starten på Gotthardprojektet. På trods af erfaringerne kostede byggeriet 177 omkomne, herunder ejeren af entreprenørselskabet der udførte arbejdet samt 2.000 arbejdsdyr.
Det oprindelige budget var på 187 mill. Schweizerfrank, hvoraf Italien, Schweiz og Tyskland dækkede hhv. 45, 20 og 20 mill., mens resten blev fremskaffet af private investorer.

## Galleri
- Tog ved nordlige indkørsel til tunnel
- Airolo ved tunnelens sydende. Bemærk de store arealer til rangering af tog, der skal gennem tunnelen
- Inde i tunnel
- Indkørsel ved Airolo (sydside)
- Airolo ca. år 1889 (sydside)
- Trykluftdrevet tunnelboremaskine

## Andre togtunneler i Alperne
Listen nedenfor viser kun nogle af de lange togtunneler i Alperne:
- Simplontunnelen
- Frejustunnelen
- Arlbergtunnelen
- Furkatunnelen
- Appenninotunnelen
- Vagliatunnelen
- Vereinatunnelen
- Monte Santomarcotunnelen